# Llama
|  | Aquest article tracta sobre el camèlid andí. Vegeu-ne altres significats a «LLaMA (model d'IA)». |

El o la llama (Lama glama) és un gran camèlid originari dels Andes (Sud-amèrica), particularment del Perú. Les llames són animals socials i viuen amb els altres com un ramat. La seva llana és suau i només conté una petita quantitat de lanolina. Les llames poden aprendre tasques senzilles després d'unes quantes repeticions. Quan utilitzen una motxilla, poden transportar entre el 25 i el 30% del seu pes corporal durant 8 a 13 km. El nom «llama» (en el passat també s'escrivia "lama" o "glama") va ser adoptat pels colons europeus dels nadius peruans.
Llama s'utilitza a vegades, amb un sentit més ampli, per designar qualsevol dels quatre animals sud-americans emparentats de la família Camelidae: el llama, la vicunya, l'alpaca i el guanac.

## Importància econòmica
Abans de la presència espanyola, les llames foren representades en la ceràmica Mochica (200-600 dC) i van constituir els únics animals ungulats domèstics de l'Imperi Inca. Van ser apreciats no solament com a bèsties de càrrega, sinó també per la seva carn i les llanes. Després de l'arribada dels espanyols, les llames foren utilitzades en lloc del cavall, del bou, de la cabra i de les ovelles, animals originaris del Vell Món, però la seva escassa eficiència va fer que fossin ràpidament desplaçades a un segon pla per aquestes espècies després de la conquesta.
Eren usades per tots els pobles andins des del sud de Colòmbia a l'Araucanía al sud de Xile. La seva població abans de la conquesta s'estima en 30 a 50 milions d'animals; eren el principal bestiar d'aquestes tribus i nacions, encara que després de la conquesta la seva població es va reduir marcadament, igual que la dels indígenes.

## Ús
La llama continua sent utilitzada pels pobladors andins per la seva llana, carn, i com a transport de mercaderia. La seva fibra s'usa per teixir abrics, els seus intestins per fer cordes i tambors, i els seus excrements com a combustible. Encara avui, al Perú i a les zones andines de Bolívia i del nord-oest de l'Argentina, la seva llana, de bona qualitat, és produïda i comercialitzada.

## Escuts andins
La llama és el símbol patriòtic bolivià que representa el regne animal o fauna autòctona de Bolívia i es troba representada en l'Escut de Bolívia des del 2004, en substituir a l'alpaca. També apareixia en el primer escut del Perú de 1820, si bé després fou reemplaçada per una vicunya.
Cal destacar que la llama també és present en l'escut comunal de la ciutat xilena de Calama.